# Бар (город, Украина)
Бар (укр. Бар) — город в Жмеринском районе Винницкой области Украины. До 2020 года был административным центром упразднённого Барского района.

## Географическое положение
Находится на реке Ров в 68 км от областного центра.

## История
Селение под названием Ров было основано в XIV веке после завоевания Подолья литвинами. 

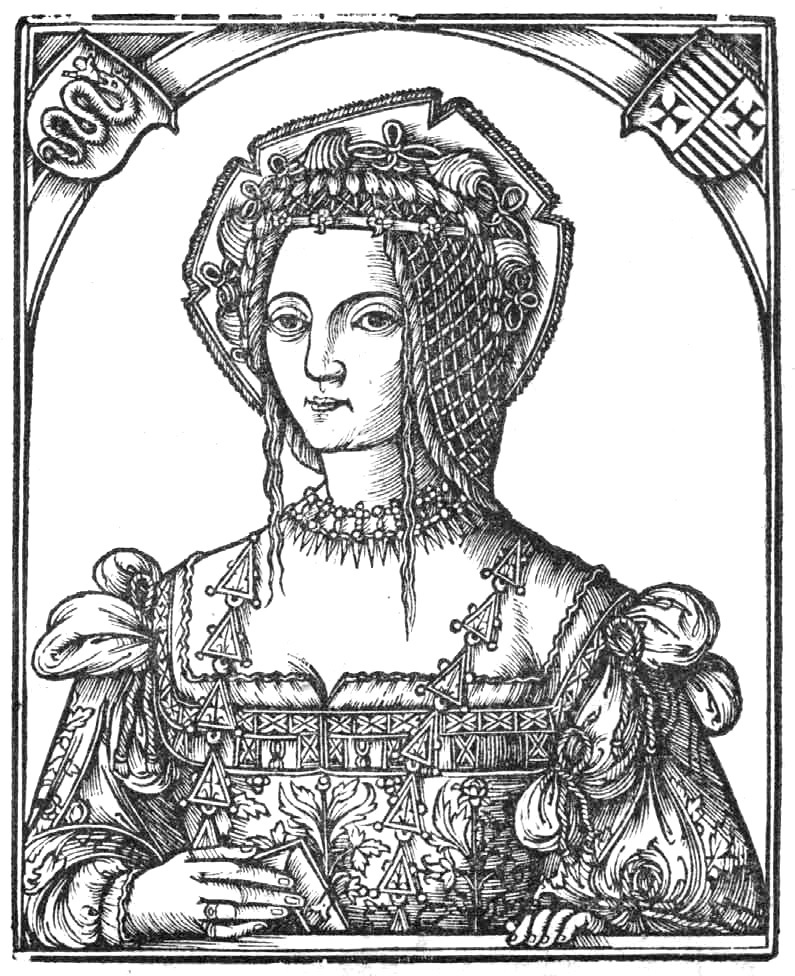
Королева Бона Сфорца

В 1533 году польская королева Бона Сфорца (родилась в городе Бари в Италии в 1494 году) прибыла в Ровский замок, выкупила все окрестные земли, приказав строить новый замок на противоположном берегу реки, и дала городу новое название. Название его связывают с названием места рождения королевы. Эти земли были объединены в Барское староство.
Первый замок был построен деревянным (окончен в 1540 году). Река была перегорожена плотиной, благодаря чему образовался пруд, защищавший город и замок. С превращением Бара в значительный торговый и культурный центр замок становился мощной крепостью. Стены его состояли из двойных городен, между которыми была насыпана земля. Замок был укреплен пятью двухъярусными деревянными башнями. Главная башня защищала переезд через реку и имела большие ворота с часовней над ними. В другой башне были въездные ворота в город. Перед въездом в замок размещался бастион, сооруженный из дубовых брусьев, с двумя башнями. Вокруг замка и города был выкопан глубокий ров, заполняемый водой. В 30-х гг. XVII века инженер Гийом Левассер де Боплан на месте деревянного замка построил новый каменный замок новоитальянской системы с облицовкой эскарпов каменной кладкой. В связи с низменным расположением и затопляемостью территории уровень замкового двора был значительно повышен. Вследствие многочисленных военных действий на протяжении веков замок неоднократно разрушался. В настоящее время замок, когда-то второй по величине на Подолье после Каменец-Подольского, находится в руинах.
В 1540 году польский король Сигизмунд I предоставил городу Магдебургское право.

### 1569 — 1793
После Люблинской унии 1569 года — в составе Подольского воеводства Речи Посполитой.
В ходе восстания Хмельницкого в 1648 году Бар был захвачен казаками под командованием Максима Кривоноса, перебившими население города.
В 1676 — 1699 гг. Бар находился под властью Османской империи, но в 1699 году был возвращён Польше.
29 февраля 1768 года в городе была провозглашена Барская конфедерация.

### 1793 — 1917

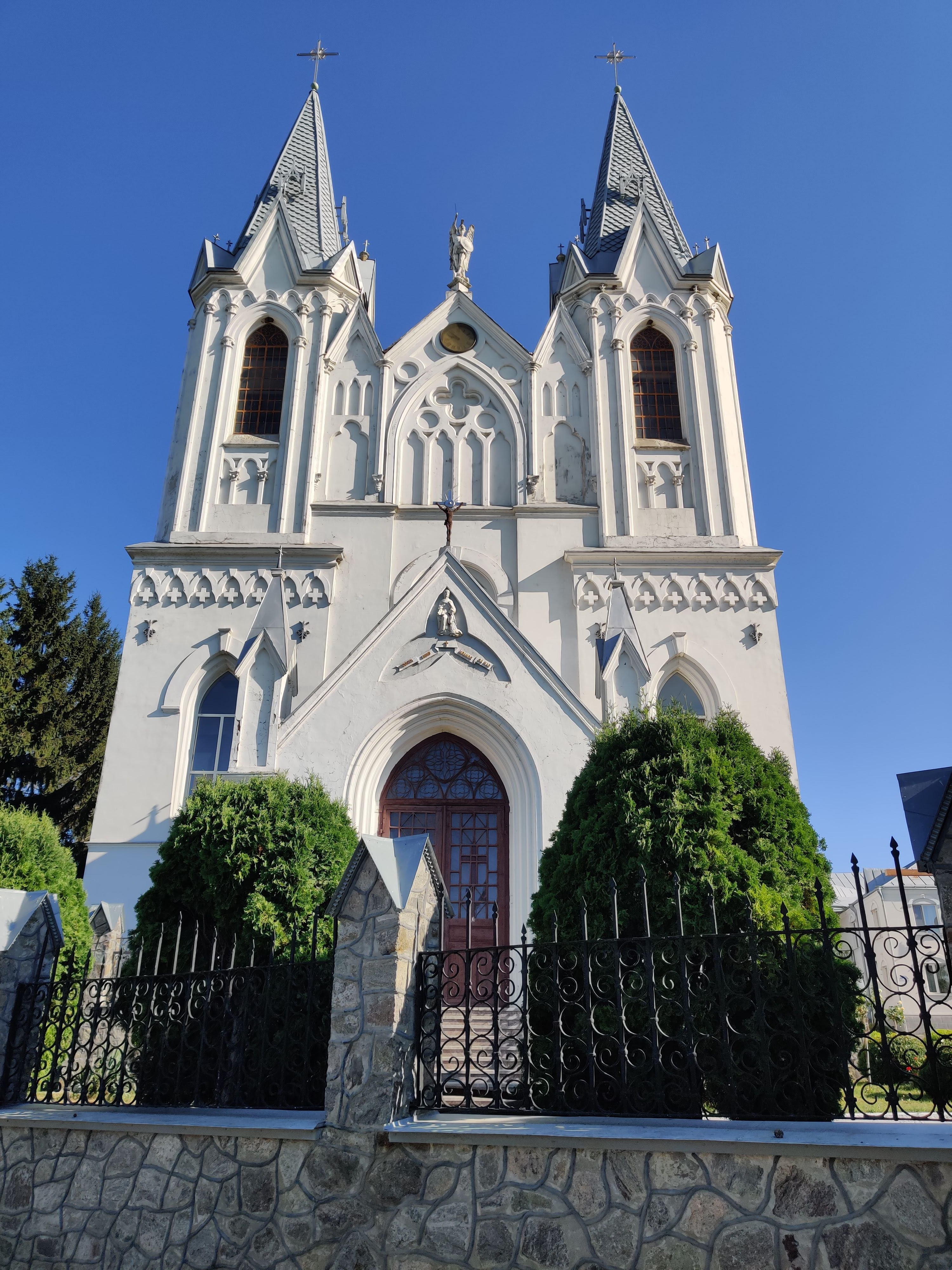
Костел св. Анны, 1811

После второго раздела Речи Посполитой в 1793 году вошёл в состав Российской империи и стал уездным городом.
С 1796 года — заштатный город в Могилёвском уезде Подольской губернии.
В 1891 году здесь насчитывалось 1240 жилых домов, действовали 1 винокуренный, 4 кожевенных и 4 кирпично-черепичных завода, приходское училище, Свято-Покровский женский монастырь, две православные церкви, католический костел, старообрядческая часовня, несколько еврейских синагог и молитвенных домов.
После начала первой мировой войны город оказался в тылах действующей армии, в июле 1917 года здесь располагалось управление 7-й армии Юго-Западного фронта.

### 1918 — 1991
В январе 1918 года здесь была установлена Советская власть, но уже в феврале 1918 года Бар был оккупирован австро-немецкими войсками (которые оставались здесь до ноября 1918 года), в дальнейшем город оказался в зоне боевых действий гражданской войны и власть здесь несколько раз менялась. В ходе советско-польской войны в апреле 1920 года Бар захватили наступавшие польские войска, но 24 июня 1920 года они были выбиты частями РККА.
В 1923 году Бар стал центром Барского района Могилёв-Подольского округа Подольской губернии УССР, в 1925—1930 годах — центр Барского района Могилёв-Подольского округа УССР.
10 апреля 1931 года здесь началось издание местной газеты.
27 февраля 1932 года вошёл в состав Винницкой области.
В ходе Великой Отечественной войны 16 июля 1941 года Бар был оккупирован немецко-фашистскими войсками.
В декабре 1941 года в городе создали три гетто, которые в августе — октябре 1942 года были ликвидированы, около пяти тысяч евреев (включая евреев из Румынии) были расстреляны.
25 марта 1944 года в ходе Проскуровско-Черновицкой наступательной операции 1944 г. был освобождён войсками 305-й стрелковой дивизии (полковник А. Ф. Васильев) 74-го стрелкового корпуса 38-й армии 1-го Украинского фронта.
В 1968 году численность населения города составляла 14 тыс. человек.
В 1978 году здесь действовали машиностроительный завод, сахарный завод; спирто-дрожжевой и консервный комбинаты; швейная фабрика, мебельная фабрика, межколхозная строительная организация, райсельхозтехника, комбинат бытового обслуживания, автомобильно-дорожный техникум, строительное ПТУ, шесть общеобразовательных школ, музыкальная школа, девять лечебных учреждений, Дом культуры, восемь библиотек и кинотеатр.
В январе 1989 года численность населения составляла 19 192 человек, основой экономики в это время являлись машиностроительный завод и предприятия пищевой промышленности.

### После 1991

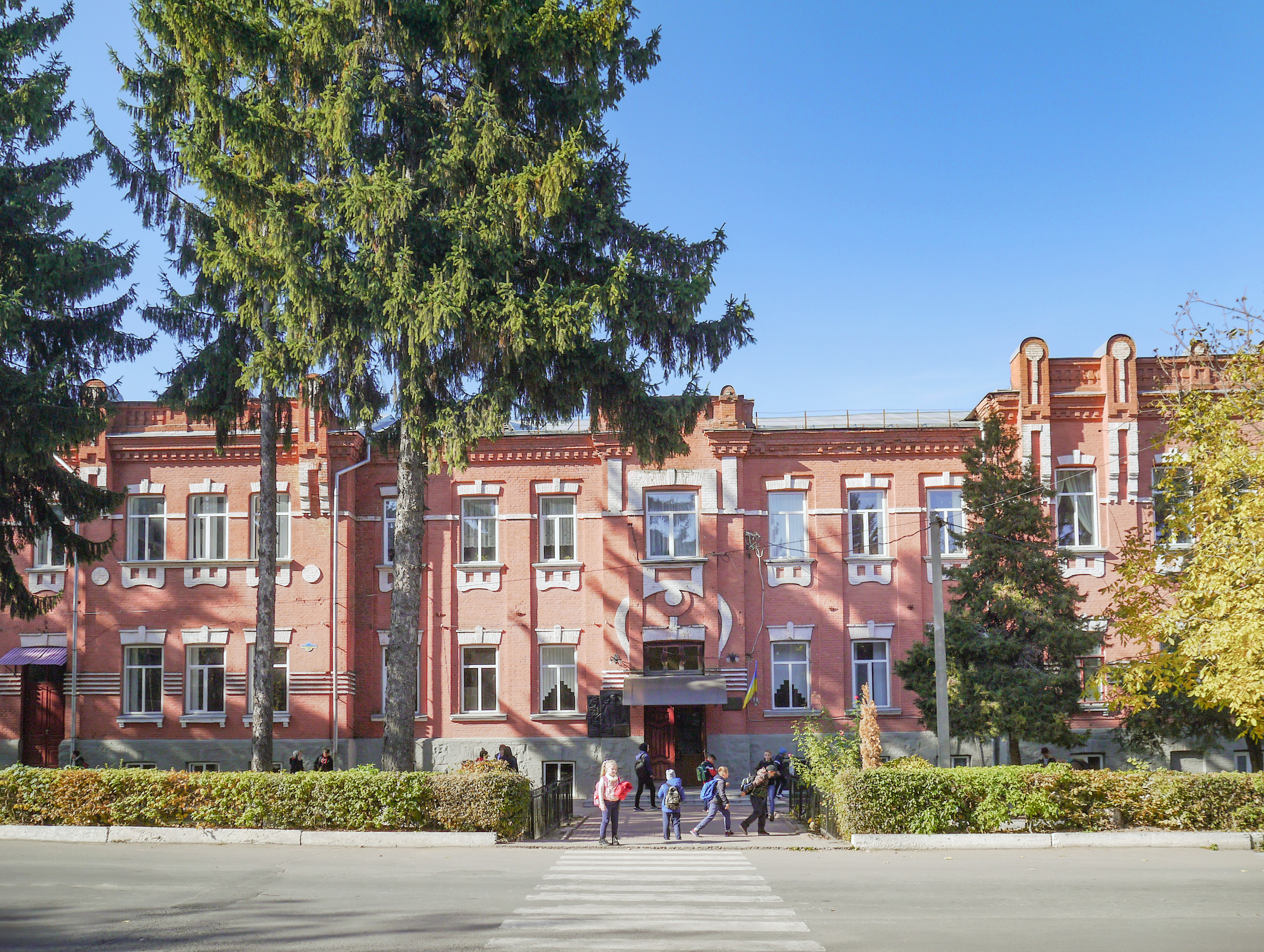
Здание реального училища

В мае 1995 года Кабинет министров Украины утвердил решение о приватизации находившихся в городе машиностроительного завода, предприятия по изготовлению средств механизации и автоматизации производственных процессов, АТП-10552, швейной фабрики, сахарного завода, консервного завода, райсельхозтехники, райсельхозхимии, в июле 1995 года было утверждено решение о приватизации завода сухого обезжиренного молока, хлебозавода и Барского производственного цеха. В октябре 1995 года было утверждено решение о приватизации птицесовхоза.
В июне 1999 года Кабинет министров Украины передал находившиеся в городе АТП-10552 и АТП-10513 в ведение министерства транспорта Украины.
Начавшийся в 2008 году экономический кризис осложнил положение в стране, 24 сентября 2008 года было возбуждено дело о банкротстве Барского завода сухого обезжиренного молока.
В городе дислоцируется 70-й центр инженерного обеспечения (в/ч А0853) вооружённых сил Украины.

## Население
На 1 января 2013 года численность населения города составляла 16 442 человек.

### Языковой состав
Во время переписи 2001 года 95,85 % населения города указали украинский язык родным, 3,80 % — русский, 0,35 % — другие языки.

## Транспорт
- находится в 6 км от железнодорожной станции Бар[1][5][6] Юго-Западной железной дороги.

## Достопримечательности
- Покровский женский монастырь, известен как монастырь кармелитов ещё с 1616 года.
- Остатки стен когда-то неприступного замка, находятся в парке.
- Дом, в котором проживал М. М. Коцюбинский.
- Костел Святой Анны 1811 год.
- Здание реального училища 1907 год.
- Историческая застройка центра города кон. 19-го нач. 20-го веков.

## Галерея
|                                |                              |                                |                 |                            |
| Руины старой крепости, 1537 г. | Покровский женский монастырь | Звонница Покровского монастыря | Костёл св. Анны | Греко-католическая церковь |

|                                  |                                    |              |                               |                          |
| Свято-Троицкий Браиловский собор | Свято-Успенский Православный Собор | Центр города | Мемориал Второй мировой войны | Сирень в городском парке |